# Нервная модель стимула
Нервная модель стимула (Нейронная модель стимула) — психофизиологическая теория, заключающаяся в том, что после предъявления повторяющегося стимула в нервной системе формируется его модель, с которой сравнивается последующий стимул.
Концепция «Нервной модели стимула» предложена Е. Н. Соколовым для объяснения формирования ориентировочного рефлекса, описанного И. П. Павловым. Нервная модель стимула обеспечивает высокий уровень непроизвольного внимания, так как дает возможность намного быстрее и надежнее воспринимать информацию от рецепторов, на которые воздействуют знакомые стимулы, чем при воздействии незнакомых стимулов.

## Нервная модель стимула и ориентировочный рефлекс
Нервная модель стимула позволяет объяснить угасание или восстановление ориентировочного рефлекса. Для этого используется схема взаимодействия различных функциональных блоков с нервной моделью. Данная схема включает в себя:
1. Воспринимающее устройство

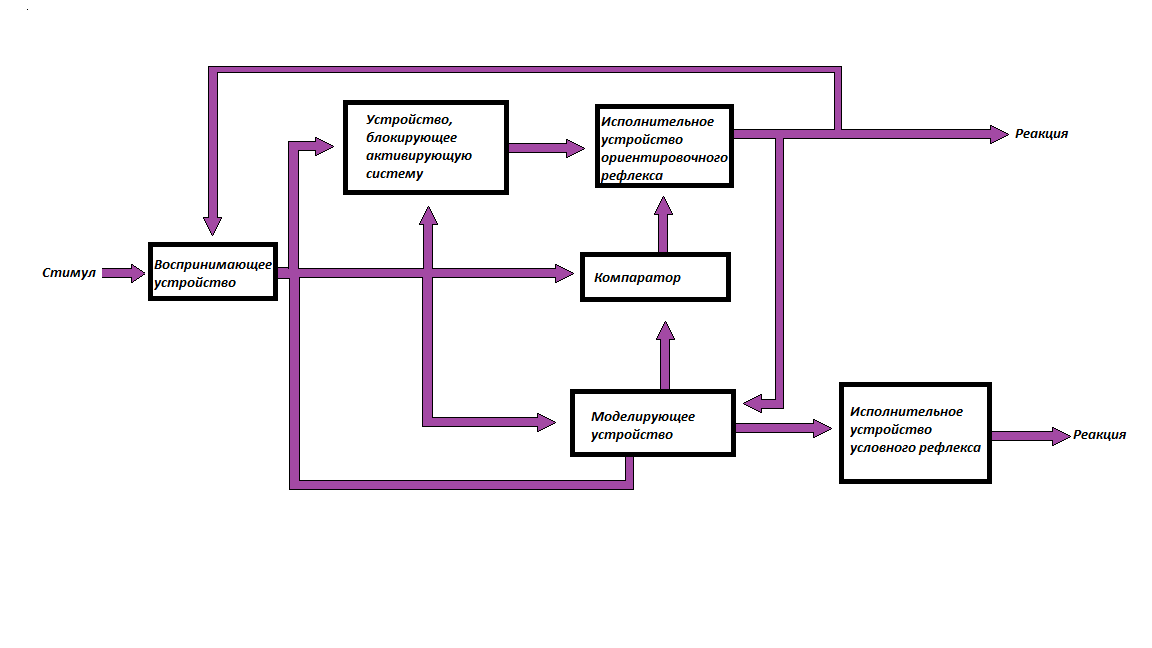
Схема взаимодействия функциональных блоков с нервной моделью стимула для объяснения ориентировочного рефлекса

2. Исполнительное устройство ориентировочного рефлекса
3. Блок с моделью стимула, находящийся в моделирующем устройстве
4. Компаратор, в котором производится сравнение стимула и модели стимула
5. Блок активизирующей системы
6. Исполнительное устройство условного рефлекса

Нервная модель стимула формируется в моделирующем устройстве в результате повторения стимула В ней фиксируются все параметры и признаки воздействующих раздражителей. Чем полнее сформирована модель стимула, тем сильнее происходит торможение неспецифической системы мозга и угасание ориентировочного рефлекса на этот стимул, осуществляемое устройством, блокирующим активирующую систему. Восстановление ориентировочной реакции при угасании происходит при малейшем изменении стимула, что свидетельствует о многомерности нервной модели, полноте фиксации всех параметров стимула.
Новый стимул, попадающий на воспринимающее устройство, направляется в компаратор для сравнения его параметров с параметрами сформированной модели. В случае несовпадения стимула с моделью в компараторе появляется сигнал рассогласования, который активирует исполнительное устройство ориентировочного рефлекса и восстанавливает ориентировочный рефлекс.
Модель нервного стимула участвует и в выработке условного рефлекса, связываясь с исполнительным устройством условного рефлекса.

## Формирование нервной модели стимула
Изначально Е. Н. Соколов связывал формирование нервной модели стимула с работой корковых нейронов. Но после открытия О. С. Виноградовой в гиппокампе В-нейронов («нейроны новизны») и Т-нейронов («нейроны тождества»), реагирующих на новый стимул возбуждением и торможением соответственно, он пришёл к выводу, что нервная модель стимула связана с работой нейронов гиппокампа.
Формирование нервной модели обусловлено конвергенцией аксонов от корковых нейронов-детекторов на В-нейроны и Т-нейроны гиппокампа. Корковые нейроны-детекторы представлены на нейронах гиппокампа пластическими синапсами. При многократном повторении стимула нейроны-детекторы возбуждаются одинаково, но меняется количество задействованных синаптических контактов на нейронах гиппокампа. В результате этого подавляется активность «нейронов новизны», которая сменяется активностью «нейронов тождества».
Новый стимул активизирует новые синапсы, еще не подвергшиеся пластическим перестройкам. При этом возбуждаются «нейроны новизны» (активирующая система) и подавляются «нейроны тождества» (инактивирующая система), благодаря чему можно наблюдать ориентировочные рефлекс.
Таким образом, нервная модель стимула представлена на нейронах новизны (В-нейроны) и тождества (Т-нейроны) гиппокампа параллельными матрицами потенцированных синапсов от корковых нейронов, которые избирательно отвечают на физические свойства и конфигурацию сенсорного стимула.

## Типы нервных моделей стимула
Р. Наатанен предложил 3 типа нервных моделей стимула :
- «пассивная» модель — модель, которая формируется непроизвольно после многократного предъявления стимула даже при отвлечении от него внимания и сохраняется в течение около 5 секунд. Если в течение этого времени предъявляется другой стимул, то происходит рассогласование с нервной моделью, которое проявляется в электрической активности мозга в виде негативной волны, названной негативностью рассогласования[7].
- «активная» модель — модель, которая формируется при произвольной фокусировке внимания на каком-то редком стимуле на фоне более частых. Модель сохраняется пока сохраняется внимание к задаче. При этом формируется модель частого стимула и при предъявлении редкого происходит рассогласование, которое обеспечивает узнавание стимула[7].
- «след внимания», который формируется стимулом, на котором сфокусировано внимание. Распознавание этого стимула происходит при совпадении его с нервной моделью[7].